# Condado de Holmes (Florida)
El condado de Holmes es un condado ubicado en el estado de Florida. En 2000, su población era de 18 564 habitantes. Su sede está en Bonifay.

## Historia
El Condado de Holmes fue creado en 1848. Su nombre es el de Thomas J. Holmes, proveniente de Carolina del Norte quien se estableció en el área hacia 1830.

## Demografía
Según el censo de 2000, el condado cuenta con 18 564 habitantes, 6921 hogares y 4893 familias residentes. La densidad de población es de 15 hab/km² (38 hab/mi²). Hay 7998 unidades habitacionales con una densidad promedio de 6 u.a./km² (17 u.a./mi²). La composición racial de la población del condado es 89,79% Blanca, 6,51% Afroamericana o Negra, 1,01% Nativa americana, 0,39% Asiática, 0,03% De las islas del Pacífico, 0,79% de Otros orígenes y 1,48% de dos o más razas. El 1,93% de la población es de origen Hispano o Latino cualquiera sea su raza de origen.
De los 6921 hogares, en el 30,90% de ellos viven menores de edad, 55,60% están formados por parejas casadas que viven juntas, 10,80% son llevados por una mujer sin esposo presente y 29,30% no son familias. El 26,10% de todos los hogares están formados por una sola persona y 12,40% de ellos incluyen a una persona de más de 65 años. El promedio de habitantes por hogar es de 2,43 y el tamaño promedio de las familias es de 2,92 personas.
El 23,10% de la población del condado tiene menos de 18 años, el 8,80% tiene entre 18 y 24 años, el 29,30% tiene entre 25 y 44 años, el 24,00% tiene entre 45 y 64 años  y el 14,80% tiene más de 65 años de edad. La mediana de la edad es de 38 años. Por cada 100 mujeres hay 112,90 hombres y por cada 100 mujeres de más de 18 años hay 113,60 hombres.
La renta media de un hogar del condado es de $27 923, y la renta media de una familia es de $34 286. Los hombres ganan en promedio $25 982 contra $19 991 para las mujeres. La renta per cápita en el condado es de $14 135. 19,10% de la población y 15,40% de las familias tienen entradas por debajo del nivel de pobreza. De la población total bajo el nivel de pobreza, el 25,70% son menores de 18 y el 17,90% son mayores de 65 años.

## Ciudades y pueblos
- Ciudad de Bonifay
- Pueblo de Esto
- Pueblo de Noma
- Pueblo de Ponce de León
- Pueblo de Westville

### Administración local
- Junta de comisionados del Condado de Holmes
- =HOL Supervisión de elecciones del Condado de Holmes (enlace roto disponible en Internet Archive; véase el historial, la primera versión y la última).
- Registro de propiedad del Condado de Holmes
- Oficina del alguacil del Condado de Holmes
- Oficina de impuestos del Condado de Holmes

### Turismo
- Condado de Holmes en línea y cámara de comercio

- Datos: Q488879
- Multimedia: Holmes County, Florida / Q488879